# Knieja Łuczańska
Knieja Łuczańska (deutsch Waldgut Lötzen) ist eine Siedlung in der polnischen Woiwodschaft Ermland-Masuren, die zur Landgemeinde Kruklanki (Kruglanken) im Powiat Giżycki (Kreis Lötzen) gehört.

## Geographische Lage
Knieja Łuczańska liegt in der südwestlichen Puszcza Borecka (auch: Borker Heide, deutsch Borkener Forst) im nördlichen Osten der Woiwodschaft Ermland-Masuren. Die Kreisstadt Giżycko (deutsch Lötzen) ist 17 Kilometer in südwestlicher Richtung entfernt, während die frühere Kreismetropole Węgorzewo (deutsch Angerburg) 23 Kilometer in nordwestlicher Richtung entfernt liegt.

## Geschichte
Die bis 1885 Lötzensche Waldbude, vor 1912 Waldhaus Lötzen und bis 1945 Waldgut Lötzen genannte große Försterei wurde vor 1905 in den Gutsbezirk Borken, Forst (polnisch Borki) einbezogen. Dieser war Teil des gleichnamigen Amtsbezirks im Kreis Angerburg im Regierungsbezirk Gumbinnen der preußischen Provinz Ostpreußen.
Im Jahr 1905 zählte das Waldgut Lötzen 55 Einwohner. Am 30. September 1929 wurde es aus dem Gutsbezirk Borken, Forst in die Landgemeinde Knobbenort (polnisch Podleśne) im Amtsbezirk Seehausen (bis 1927 „Amtgsbezirk Jesziorowsken“, polnisch Jeziorowskie) umgegliedert.
In Kriegsfolge wurde Waldgut Lötzen 1945 mit dem gesamten südlichen Ostpreußen nach Polen überstellt und heißt jetzt „Knieja Łuczańska“. Es ist heute als eine kleine Siedlung (polnisch osada) in das Schulzenamt (polnisch sołectwo) einbezogen und gehört zur Landgemeinde Kruklanki (Kruglanken) im Powiat Giżycki (Kreis Lötzen), vor 1998 der Woiwodschaft Suwałki, seither der Woiwodschaft Ermland-Masuren zugehörig.

## Religionen
Bis 1945 war das Waldgut Lötzen in die evangelische Kirche Kruglanken in der Kirchenprovinz Ostpreußen der Kirche der Altpreußischen Union sowie in die katholische Kirche Zum Guten Hirten Angerburg im Bistum Ermland eingepfarrt.
Heute gehört Knieja Łuczańska zur katholischen Pfarrei Kruklanki im Bistum Ełk (Lyck) der Römisch-katholischen Kirche in Polen bzw. zur Pfarrei Giżycko (mit den Filialkirchen in Pozezdrze (Possessern, 1938 bis 1945 Großgarten) und in Wydminy (Widminnen)) in der Diözese Masuren der Evangelisch-Augsburgischen Kirche in Polen.

## Verkehr
Die Siedlung Knieja Łuczańska ist aufgrund seiner Lage im Borkener Forst nur über Landwege von Możdżany (Mosdzehnen, 1930 bis 1945 Borkenwalde) bzw. von Podleśne (Knobbenort) aus zu erreichen.